# جووانی روما
جووانی روما (ایتالیایی: Giovanni Roma; ۲ مارس ۱۹۲۸ – ۹ اوت ۲۰۰۷) دوچرخه‌سوار اهل ایتالیا بود. وی در مسابقات جیرو دیتالیا شرکت کرده است.